# Рудченко Юрій Іванович
Юрій Іванович Рудченко (23 січня 1947, с. Михайлівка Черкаської області) — український актор театру, кіно та дубляжу. Член Національної Спілки кінематографістів України. Заслужений артист України (2008).

## Життєпис
Народився 23 січня 1947 року у селі Михайлівка Черкаської області.
Закінчив акторський факультет Київського державного інституту театрального мистецтва ім. І. Карпенка-Карого (1971, майстерня Б. Ставицького, Ю. Олененка).

## Фільмографія
- «Зозуля з дипломом» (1972),
- «Будні карного розшуку» (епіз.),
- «Повість про жінку» (1973, хуліган),
- «Дід лівого крайнього» (1974, епіз.),
- «Втеча з в'язниці» (1977, священик),
- «Талант» (1978, т/ф, міліціонер),
- «Дізнайся мене» (1979, Попов),
- «Школа» (1980, т/ф, вчитель астрономії),
- «Повернення Баттерфляй» (1982),
- «Хвилі Чорного моря» (1983, т/ф, поліцейський пристав),
- «Миргород та його мешканці» (1983, т/ф, суддя),
- «Кожен мисливець бажає знати» (1985, асистент режисера),
- «Сезон чудес» (1985),
- «На вістрі меча» (1986, Туз),
- «Капітан „Пілігрима“» (1986),
- «І в звуках пам'ять відгукнеться…» (1986, Бородін),
- «Світла особистість» (1988, митар),
- «Камінна душа» (1988),
- «В'язень замку Іф» (1988, тюремник Храпатий),
- «Мистецтво жити в Одесі» (1989, Мотя),
- «Війна» (1990, т/ф, 6 с, Маленков),
- «Ніагара» (1991),
- «Євреї, будьмо!» (1992, т/ф),
- «Іван та кобила» (1992),
- «В пошуках мільйонерки» (1993),
- «Чотири листи фанери» (1993),
- «Заручники страху» (1993),
- «Фучжоу» (1993),
- «Амур і Демон» (1994),
- «Зефір в шоколаді» (1994),
- «Judenkreis, або Вічне колесо» (1996)
- «Пес 1 (20 серія «Помста»)» (2015) та ін.